# Ivone Moysés
Ivone Moysés (Presidente Prudente, 22 de julho de 1945 - São Paulo, 20 de outubro de 2018) foi uma enxadrista brasileira e duas vezes campeã de xadrez do Brasil.
Ivone aprendeu a jogar xadrez com seu pai João Moysés. Em 1969, na 12ª edição do Campeonato Brasileiro Feminino de Xadrez realizado no Rio de Janeiro, conquistou pela primeira vez o título de campeã brasileira de xadrez. Em 1973, repetiu o feito na 15ª edição do Campeonato Brasileiro Feminino de Xadrez realizado em Guarapari.

## Participação nas Olimpíadas de Xadrez
Ivone representou o Brasil duas vezes nas Olimpíadas de Xadrez, sendo uma vez na Olimpíada de xadrez de 1972 em Skopje, Iugoslávia e outra na Olimpíada de xadrez para mulheres de 1974 em Medellín, Colômbia, aonde conquistou a medalha de prata por participação individual no tabuleiro 2.